# 55427 Rosta
55427 Rosta è un asteroide della fascia principale. Scoperto nel 2001, presenta un'orbita caratterizzata da un semiasse maggiore pari a 2,765231 UA e da un'eccentricità di 0,075577, inclinata di 8,088357° rispetto all'eclittica. Ha un diametro di 5,811 km e un'albedo di 0,091.
È dedicato al comune italiano di Rosta.